# Valentine (tank)
De Valentine, officieel Tank, Infantry, Mark III, Valentine was een Britse tank uit de Tweede Wereldoorlog. Het is de meest geproduceerde Britse tank van de oorlog.
Het prototype verscheen in 1938 als model van Vickers-Armstrong. Hen werd gevraagd om een infanterietank te produceren op basis van hun Cruiser Mk II (A10)-tank. Toen het prototype verscheen, was er enige discussie over de tweepersoonskoepel, omdat dat hoogstwaarschijnlijk het later verbeteren van het kanon zou verhinderen. Maar omdat de oorlog nabij was, besloot men hier geen rekening mee te houden en in 1940 werd de tank massaal in productie genomen.

## Beschrijving
In 1938 presenteerde het Engelse bedrijf Vickers-Armstrong de plannen voor de Valentine-tank. Het was de eerste Britse tank met een naam en niet alleen een typeaanduiding. De oorsprong van de naam kent drie versies. Het is of een samentrekking van de bedrijfsnaam en vestigingsplaats, Vickers-Armstrong Limited, Elswick, Newcastle-upon-Tyne, of een eerbetoon aan de "vader" van de Britse tank, John "Valentine" Carden of de dag dat het ontwerp aan het toenmalige ministerie van Defensie werd getoond, op Valentijnsdag. Dit laatste lijkt niet te kloppen; de plannen werden op 10 mei 1938 aangeboden en Valentijnsdag valt op 14 februari.
Het ministerie maakte bezwaar tegen de kleine koepel (deze bood plaats aan een bemanning van twee personen) en het zwakke pantser. Vickers-Armstrong werd gevraagd het ontwerp op deze punten aan te passen. In april 1939 was een nieuw ontwerp voor de koepel klaar en in oktober die voor het zwaardere pantser. In april 1940 werd het eerste contract voor 100 tanks geplaatst en een maand later een vervolgorder voor nog eens 300 exemplaren.
Het pantser was met klinknagels bevestigd. Niet de meest veilige oplossing, maar de techniek om pantserplaten te lassen was nog niet goed ontwikkeld. Het was ongeveer 60 mm dik en bood een goede bescherming tegen Duitse anti-tankkanonnen met een kaliber van 37 mm en 50 mm. De chauffeur zat voorin in het midden van de tank. De benzinemotor, later vervangen door een dieselmotor, had een vermogen van ten minste 131 pk en was achter in het voertuig geplaatst. De versnellingsbak had vijf versnellingen voor- en één achteruit. De motor was met een tussenschot gescheiden van de ruimte voor de bemanning.
Tijdens de oorlog bewees de tank een goed en betrouwbaar voertuig te zijn, hoewel de tank niet zo heel snel was (maximale snelheid 24 km/h). Naarmate de oorlog vorderde, werd de bewapening langzaamaan verbeterd. Het originele QF 2-pounder kanon van 40 mm voldeed aan het begin van de oorlog nog als antitankwapen, maar naarmate de bepantsering van de vijandelijke tanks toenam, nam de effectiviteit sterk af. Het werd vanaf 1942 vervangen door de QF 6-pounder van 57 mm. De laatste versie kreeg een kanon van 75 mm. Ook was er een versie met een 76 mm houwitser. 
De Valentine werd beschouwd als een zeer goede tank en werd dan ook ingezet op alle slagvelden. De tank kende vele varianten, zoals een bruggenlegger, een vlammenwerper, een ontmijner en een self-propelled kanon.
In april 1944 stopte de productie uiteindelijk, nadat meer dan 8.000 exemplaren gebouwd waren. In Engeland werden 6855 tanks geproduceerd bij Vickers-Armstrong en de Birmingham Railway Carriage & Wagon Company. Vanwege een gebrek aan capaciteit werd de tank ook in Canada in productie genomen. Van juni 1940 tot mei 1943 werden 1420 exemplaren gemaakt bij de Canadian Pacific Railway's Angus Workshop in Montreal. Alle Valentine-tanks geproduceerd in Canada, op 30 stuks na, zijn naar de Sovjet-Unie verscheept. Engeland zelf leverde ook 2394 stuks aan het Rode Leger. De Valentine was de meest geproduceerde Britse tank, ongeveer een kwart van het totaal.

## Versies
- Valentine I (Tank, Infanterie, Mk III)

Het eerste model van de Valentine. Het voertuig was te snel in productie genomen en vertoonde veel gebreken. De tank is daarom niet in actieve dienst genomen. Het pantser was met klinknagels bevestigd. Het was uitgerust met een AEC A189 135 pk benzinemotor en bewapend met een QF 2-pounder kanon (40mm) en een coaxiale Besa machinegeweer met een kaliber van 7,92 mm. De tank bood ruimte voor 60 granaten en 3.150 machinegeweer patronen. De geschutskoepel bood ruimte voor twee personen, de commandant en een lader. Van deze versie zijn circa 300 exemplaren gemaakt.

Valentine II

- Valentine II (voluit: Tank, Infantry, Mk III, Valentine Mk II)

Deze versie kreeg een AEC A190 zescilinder dieselmotor met een vermogen van 131 pk. Om het bereik van het voertuig te vergroten konden buiten de tank, naast de motor, extra brandstoftanks worden meegenomen. Er werden 700 exemplaren van de Mark II geproduceerd.
- Valentine III

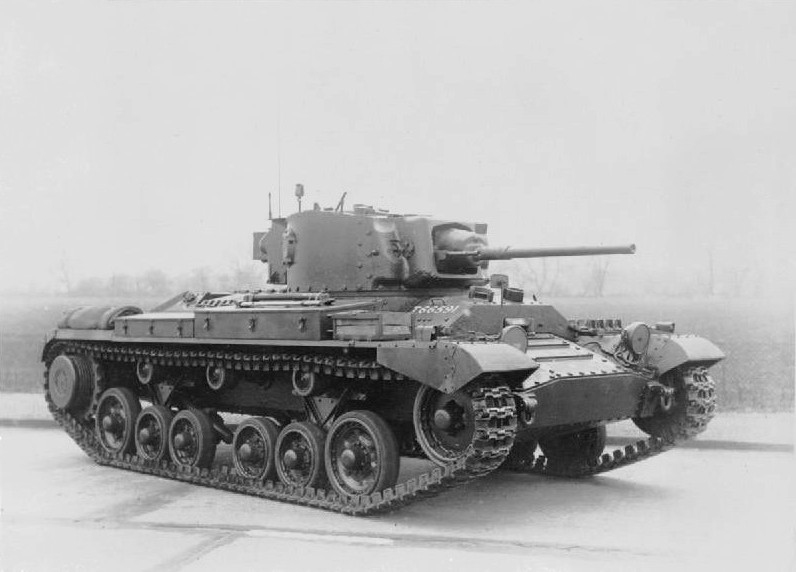
Valentine III, met nieuwe geschutkoepel

Deze kreeg een grotere geschutskoepel waardoor er ruimte was voor een derde bemanningslid. Het kanon werd bediend door de schutter wat de taak van de commandant verlichtte. Het pantser aan de zijkant werd verminderd van 60 mm naar 50 mm om het gewicht te beperken.
- Valentine IV

Een Valentine II maar met een Amerikaanse motor en versnellingsbak. Het kreeg een General Motors Corporation 6004 dieselmotor met een vermogen van 138 pk. Het brandstofverbruik lag hoger, maar de motor maakte minder geluid en was ook betrouwbaarder.
- Valentine V

Een Valentine III ook uitgerust met de GMC 6004 dieselmotor en Amerikaanse versnellingsbak.
- Valentine VI

Valentine bemanning laad 2-pounder

Een versie IV maar door Canadian Pacific Railway in Canada gemaakt. Het ontwerp was hetzelfde maar diverse onderdelen kwamen uit de Verenigde Staten en Canada. De eerste exemplaren waren nog bewapend met een Engelse Besa machinegeweer, maar deze werden snel vervangen door de Amerikaanse Browning M1919 coaxiale machinegeweer.
- Valentine VII

Wederom van Canadees fabricaat, goed vergelijkbaar met een Valentine VI, maar van binnen anders uitgerust en voorzien van een andere radio. Canada heeft in totaal 1.420 exemplaren gebouwd, hiervan zijn 30 exemplaren binnen Canada voor opleidingsdoeleinden gebruikt en de rest is naar de Sovjet-Unie verscheept.
- Valentine VIIA

Zie VII maar nu met afwerpbare brandstoftanks, verbeterde rupsbanden en met bescherming voor de koplampen.
- Valentine VIII

Een Valentine III, maar uitgerust met een zwaarder kanon, een QF 6-pounder (57 mm); waarbij QF staat voor Quick Firing of snelvuur. Het kanon kwam in de zomer van 1942 beschikbaar voor de Valentine. Het kanon was ook groter en daarom was er geen ruimte meer voor het coaxiale machinegeweer en een derde bemanningslid in de geschutskoepel. Het pantser werd ook minder dik uitgevoerd.
- Valentine IX

Valentine IX

Een Valentine V maar met het QF 6-pounder kanon, ook hier werd de dikte van het pantser gereduceerd, net zoals bij de VIII. Er was minder ruimte voor granaten, slechts 53 stuks konden worden meegenomen. Latere modellen van deze versie kregen een krachtiger versie van de GMC 6004 dieselmotor met 165 pk.
- Valentine X

Een nieuwe geschutkoepel en de krachtiger 165 pk motor. Er was weer ruimte voor een coaxiale Besa machinegeweer, al ging dit deels ten koste van de hoeveelheid munitie. Voor de 6-pounder konden 44 granaten worden meegenomen, en verder nog 1.575 7,92 mm patronen. De tanks waren grotendeels gelast in plaats van geklonken.
- Valentine XI

Een Valentine X maar nu uitgerust met een QF 75 mm-kanon en een 210 pk versie van de GMC 6004 dieselmotor. Heeft alleen dienstgedaan als commandotank.

## Varianten
De Valentine werd ook gebruikt als basis voor de:
- Bishop: op het onderstel werd een "25-pounder" kanon/houwitser bevestigd in een vaste geschutskoepel. De Birmingham Carriage and Wagon Company kreeg de opdracht dit idee uit te voeren en in juni 1941 werd een prototype gepresenteerd. Het leger plaatste een bestelling voor 100 exemplaren in november 1941. Nadelen van de Bishop waren de hoogte, wat het voertuig deed opvallen in het strijdtoneel van Noord-Afrika, het kanon kon maar beperkt worden bewogen en de ruimte voor bemanning was zeer krap waardoor ook maar weinig munitie, 32 stuks, meegenomen kon worden.
- Archer: de koepel werd vervangen door een 17-pounder anti-tankkanon met een kaliber van 76,2 mm. Om de totale lengte van het voertuig te beperken was het kanon naar achteren gericht. In april 1943 was een prototype gereed en na een succesvolle testfase werden 800 eenheden besteld. Vanaf oktober 1944 kwamen deze bij de legereenheden die in noordwest Europa vochten en later werd de Archer ook in Italië ingezet. Aan het einde van de Tweede Wereldoorlog waren er in totaal 655 Archers geproduceerd. Het voertuig bleef tot midden jaren 50 in dienst bij het Britse leger.

## Naslagwerk
- Trewhitt Peter, 1999, Armoured Fighting Vehicles, p. 50